# Bussolano
Il bussolano (detto anche bussolà o bisulàn)  è una ciambella, tipico dolce popolare della tradizione mantovana.
Si presenta di consistenza molto dura, data la mancanza di lievito, e viene inzuppato direttamente nel vino lambrusco.
Non è da confondere con il bossolà, dolce tipico bresciano.